# Region Nordschwarzwald
Region Nordschwarzwald – region w Niemczech, w kraju związkowym Badenia-Wirtembergia, w rejencji Karlsruhe. Siedzibą regionu jest miasto Pforzheim.

## Podział administracyjny
W skład regionu Nordschwarzwald wchodzą:
- jedno miasto na prawach powiatu (Stadtkreis)
- trzy powiaty ziemskie(Landkreis)

Miasta na prawach powiatu:
| Lp. | Nazwa miasta | Ludność (31 grudnia 2022) | Powierzchnia km² |
| --- | ------------ | ------------------------- | ---------------- |
| 1   | Pforzheim    | 127.849                   | 97,99            |

Powiaty ziemskie:
| Lp. | Nazwa powiatu | Ludność (31 grudnia 2022) | Powierzchnia km² | Liczba gmin |
| --- | ------------- | ------------------------- | ---------------- | ----------- |
| 1   | Calw          | 162.853                   | 797,32           | 25          |
| 2   | Enz           | 202.536                   | 573,61           | 28          |
| 3   | Freudenstadt  | 121.164                   | 870,41           | 16          |